# Antigua és Barbuda címere

Antigua és Barbuda címerét 1966-ban tervezte Gordon Christopher. Néhány eleme megegyezik a zászló jelképrendszerével.

## Leírás
A címer tetején egy ananász – a szigetek legismertebb gyümölcse – látható. A pajzs körüli növények mind a helyi flóra jellegzetességei: vörös hibiszkusz, cukornád és jukka. A pajzsot egy őzpár tartja.
Magán a pajzson a zászlóéhoz hasonló nap látható, amint a fekete – Afrikát jelképező – égbolton felkel a kék-fehér tengerből az új kezdet szimbólumaként. A stilizált épület a parton egy cukorőrlő üzem.
A pajzs alatti szalagon az ország jelmondata olvasható: Each endeavouring, all achieving.